# Amblygnathus
Amblygnathus is een geslacht van kevers uit de familie van de loopkevers (Carabidae). De wetenschappelijke naam van het geslacht is voor het eerst geldig gepubliceerd in 1829 door Dejean.

## Soorten
Het geslacht Amblygnathus omvat de volgende soorten:
- Amblygnathus bicolor Ball & Maddison, 1987
- Amblygnathus braziliensis Ball&Maddison, 1987
- Amblygnathus cephalotes Dejena, 1829
- Amblygnathus corvinus Dejean, 1829
- Amblygnathus darlingtoni Ball&Maddison, 1987
- Amblygnathus evansi Ball & Maddison, 1987
- Amblygnathus fricki Ball&Maddison, 1987
- Amblygnathus geminatus Ball & Maddison, 1987
- Amblygnathus georgei Shpeley, 2008
- Amblygnathus gigas Ball&Maddison, 1987
- Amblygnathus gilvipes Ball&Maddison, 1987
- Amblygnathus interior Ball&Maddison, 1987
- Amblygnathus iripennis Say, 1823
- Amblygnathus janthinus Dejean, 1829
- Amblygnathus lucidus Dejean, 1829
- Amblygnathus mexicanus Bates, 1882
- Amblygnathus panamensis Ball&Maddison, 1987
- Amblygnathus puncicollis Putzeys, 1878
- Amblygnathus reichardti Ball & Maddison, 1987
- Amblygnathus subtinctus LeConte, 1866
- Amblygnathus suturalis Putzeys, 1845
- Amblygnathus tikal Ball & Maddison, 1987
- Amblygnathus whiteheadi Ball&Maddison, 1987
- Amblygnathus woodruffi Ball&Maddison, 1987
- Amblygnathus xingu Ball&Maddison, 1987